# Il vigile urbano
Il vigile urbano è stata una serie televisiva italiana, trasmessa su Rai 1 dal 9 novembre 1989 al 18 gennaio 1990 e con protagonista Lino Banfi.

## Trama
Il vigile Urbano Tommasi, ogni giorno telefona al malcapitato Comandante del corpo dei vigili urbani di Roma, Egisto Tafuri, chiedendogli l'autorizzazione per lanciarsi in una delle sue tante imprese, immancabilmente l'autorizzazione gli viene concessa dal povero Comandante ormai esasperato. Urbano non è solo, infatti può sempre contare sull'aiuto della figlia Milena, dello spazzino e suo grande amico fin dall'infanzia Tobia e degli oroscopi che giornalmente gli vengono fatti dalla portiera Agnese.
Urbano Tommasi s'imbatte così, ogni giorno, nei mille problemi di una città come Roma, aiutando sempre tutti, senza però mai riuscire a realizzare il suo sogno: leggere le proprie imprese e quelle del corpo dei Vigili Urbani sul giornale. Spesso la sua collaborazione con le altre forze dell'ordine si rivela utile, ma alla fine non riesce mai a portare a termine le imprese direttamente.

## Episodi
| Stagione       | Episodi | Prima TV Italia |
| -------------- | ------- | --------------- |
| Prima stagione | 13      | 1989-1990       |

## Personaggi

### Personaggi principali
- Urbano Tommasi, interpretato da Lino Banfi.
Vigile urbano della capitale, di origini pugliesi a causa del suo accento fa difficoltà a farsi capire dai cittadini. Ligio al dovere, vive con sua figlia. Si imbatte sempre in bizzarre avventure, previa la richiesta di permesso al generale Tafuri, fatta via telefono ogni mattina. Nell'ultimo episodio si scopre che non si sente apprezzato dal comandante per il lavoro che fa e vorrebbe una promozione, ed è armato. Sempre nel medesimo episodio rivela di aver tentato senza successo di fare il paracadutista. Ha il diabete e il caffè lo fa innervosire.
- Milena Tommasi, interpretata da Rosanna Banfi. Figlia del vigile Tommasi, anche lei lavora nel corpo dei vigili urbani di Roma. Giovane e bella ragazza vive con il padre e spesso gli fa da "voce della coscienza" e lo aiuta quando è in difficoltà. Si innamora del collega Piero Corsetti.
- Egisto Tafuri, interpretato da Riccardo Garrone
Comandante della Polizia municipale romana, con i gradi di generale, è un uomo tutto d'un pezzo consapevole del proprio ruolo. Non sopporta il vigile Tommasi, che lo assilla in continuazione. Si attiva per rendere più efficiente e moderno il corpo dei vigli,
- Tobia lo spazzino, interpretato da Pippo Santonastaso, spazzino della capitale, collega (in quanto dipendente del comune) e amico di Urbano, spesso interviene ad aiutare l'amico durante le sue avventure.
- Agnese La portinaia, interpretata da Giusy Valeri. La portinaia del palazzo dove vive Tommasi. Donna curiosa e superstiziosa.
- Piero Corsetti, interpretato da Riccardo Rossi, collega di Urbano e Milena, è innamorato di quest'ultima, Viene dalla Calabria

### Personaggi ricorrenti
- Il centralinista, interpretato da Claudio Boldi. È un agente della polizia locale addetto al centralino e risponde sempre alle continue chiamate del vigile Tommasi
- Il balbuziente, interpretato da Nino Terzo

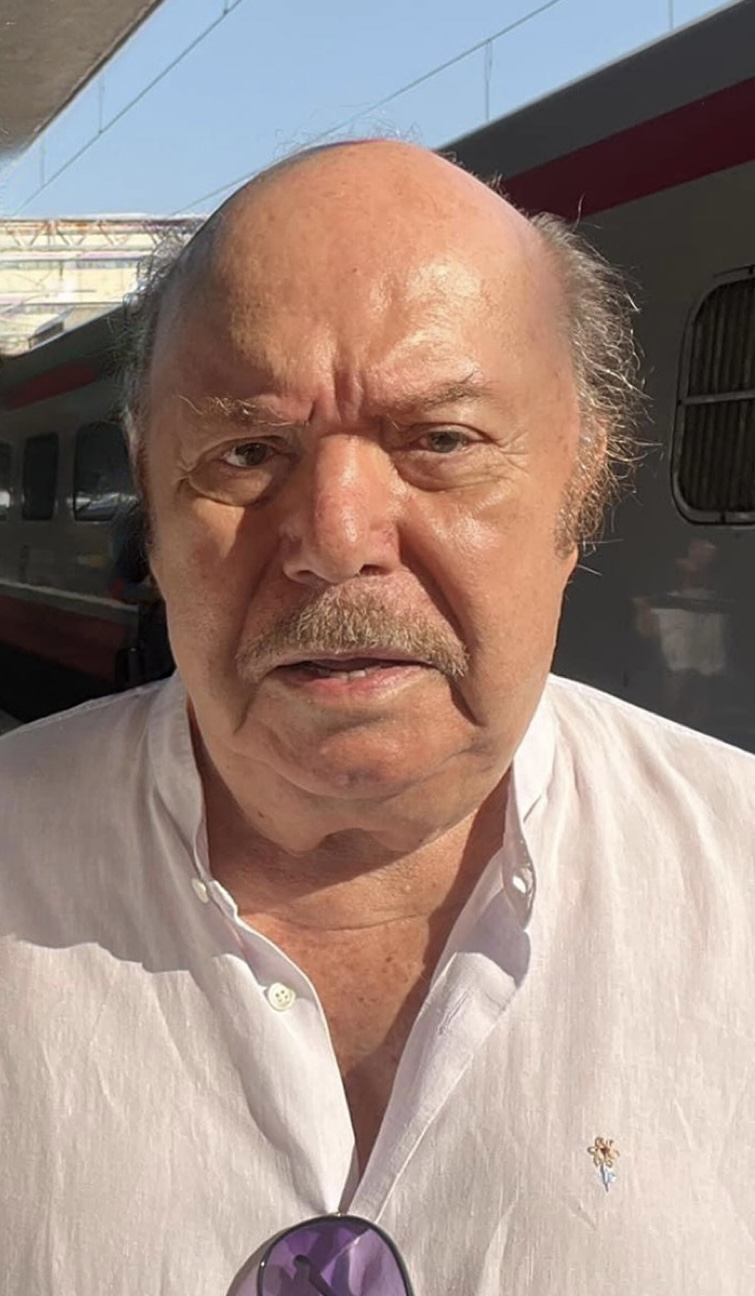
Lino Banfi, interprete di Urbano Tommasi
Rosanna Banfi, interprete di Milena Tommasi
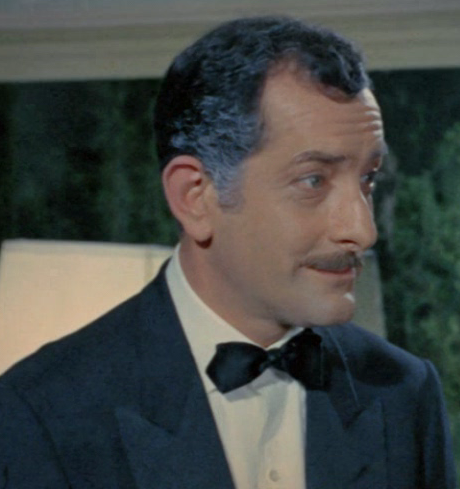
Riccardo Garrone, interprete di Egisto Tafuri
Pippo Santonastaso, interprete di Tobia lo spazzino
Nino Terzo, interprete del balbuziente

## Produzione
La serie è ambientata a Roma e vede come interpreti principali Lino Banfi, Rosanna Banfi, Riccardo Garrone e Pippo Santonastaso.

## Sigla
La serie si apre con Lino e Rosanna Banfi che insieme ad un coro di Vigili Urbani cantano Il Vigile Urbano, mentre la sigla di chiusura vede Banfi che dirige la banda dei Vigili Urbani sulle scale di Piazza di Spagna.

## Distribuzione
La serie è andata in onda in prima visione su Rai Uno dal 9 novembre 1989 al 18 gennaio 1990.